# Myctophum asperum
Myctophum asperum és una espècie de peix de la família dels mictòfids i de l'ordre dels mictofiformes.

## Morfologia
- Els mascles poden assolir 8,5 cm de longitud total.[4][5]

## Reproducció
Assoleix la maduresa sexual en arribar als 65 mm de llargària.

## Depredadors
És depredat per Lagenodelphis hosei, Stenella attenuata i Stenella longirostris.

## Hàbitat
És un peix marí i d'aigües profundes que viu entre 0-750 m de fondària.

## Distribució geogràfica
Es troba a l'Atlàntic, l'Índic, el Pacífic, el Mar de la Xina Meridional i el mar de la Xina Oriental.